# Hantaviridae
Hantaviridae és una família de virus de l'ordre dels Bunyavirales, pertanyent al subfílum Polyploviricotina. El nom prové de l'àera del riu Hantan de Corea del sud on es va produir un brot d'un espècie de virus de la família Hantaviridae, juntament amb el sufix emprat en les falílies de virus -viridae.

## Classificació
La taxonomia de la família Hantaviridae fins al nivell de gènere és:
Fílum: Negarnaviricota
- Subfílum Polyploviricotina
  - Classe Ellioviricetes
    - Ordre Bunyavirales
      - Família Hantaviridae; espècie tipus: Hantaan orthohantavirus
        - Subfamília Actantavirinae
          - Gènere Actinovirus

        - Subfamília Agantavirinae
          - Gènere Agnathovirus

        - Subfamília Mammantavirinae
          - Gènere Loanvirus
          - Gènere Mobatvirus
          - Gènere Orthohantavirus
          - Gènere Thottimvirus

        - Subfamília Repantavirinae
          - Gènere Reptillovirus